# Thomas van der Noot
Thomas van der Noot (c.1475 – c.1525) was een Brusselse boekdrukker waarvan een veertigtal drukken zijn overgeleverd uit de periode tussen 1505 en 1523.
Hij gaf onder meer werk uit van de rederijkers Jan Smeken en Jan van den Dale.

## Biografie
Thomas van der Noot is geboren in de Brusselse patriciërsfamilie Van der Noot. Leden van de familie worden aangetroffen in het stadsbestuur en in dienst van de Bourgondische hertogen. Zijn familie gaat terug tot in de 13de eeuw. Van der Noot wordt als bastaard aangeduid in de octrooi-acten en zou dus buitenechtelijk verwekt zijn door zijn vader Aert van der Noot. Zijn patriciërsafkomst blijft hij trouw in zijn drukkersmerk: een geharnaste zeeridder met vissenstaart en de tekst ‘Ic sals ghedincken’ in een banderol.
Van der Noot geniet een uitstekende opvoeding. Zo deelt hij mee in zijn geproduceerde teksten een bekwaam vertaler uit het Latijn, Frans, Duits en Spaans te zijn. Naar eigen zeggen verbleef van der Noot in Parijs, Lyon en nog vele andere steden om ervaringen omtrent het boekenvak op te doen. Hij legde daar goede contacten en verzamelde belangrijk materiaal voor zijn pers. Dit alles vertelt hij in de teksten van zijn fonds.
In 1504 wordt hij voor het eerst genoemd als boekbinder in de stadsrekeningen van Brussel. Hij zou dan zijn eerste poging doen om zich met een bedrijf te vestigen. Kort daarna blijkt hij echter een drukkersatelier te Antwerpen te hebben. Later gaat hij een langdurig zakelijk contact aan met de Antwerpse drukker Claes de Grave, met wie hij verschillende coproducties maakt.
In 1508 vestigt van der Noot zich uiteindelijk definitief in Brussel en daar zal hij vermoedelijk tot aan zijn dood blijven. Brussel miste al een drukpers sinds de broeders van het Gemene Leven het in 1487 voor bekeken hielden, en van der Noot wist dan ook met succes daar een publiek aan te boren.
Er zijn veel onzekerheden omtrent de datering van een deel van zijn drukken. Veel van Thomas van der Noot zijn gedrukte werken zijn ook niet bewaard gebleven. Zo zijn er verschillende drukken bekend in een enkel exemplaar en van sommige drukken hebben we enkel een indicatie op grond van bibliografische beschrijvingen uit het verleden.
In de eerste periode van zijn productie is Thomas van der Noot onzeker over het publiek waartoe hij zich moet richten. Hij begint met het drukken van een heiligenleven over Sint Rombout, waarschijnlijk bedoeld voor bedevaartgangers. Dan probeert hij succes te winnen bij de plaatselijke kooplieden met een praktisch cijferboek. Zijn volgende uiteenlopende publicaties zijn onder andere een Franse rijm- en prozatekst uit de kringen van het Bourgondische hof, geschreven door Jean Lemaire de Belges en een leerboek in de logica in het Latijn, geschreven door Thomas Murner. Uiteindelijk vindt hij zijn weg bij het Nederlandstalig publiek in Brussel door zich voornamelijk te richten op de betere kringen. Zo maakte hij gebruik van het plaatselijke milieu van rederijkers en broederschappen en van dat van patriciërs en welgestelde burgerij. Thomas van der Noot gaat rederijkersteksten drukken en bouwt een nauw contact op met Jan Smeken, van wie hij voornamelijk het werk publiceert. Daardoor wordt hij de eerste drukker van eigentijdse literatuur die de naam van de auteur vermeldt.

## Uitgegeven werken
In het Nederlands:
- Historie van Turias ende Floreta 11523. Ex: UB Rostock (fragm.).
- Legende van S. Rombout (ca. 1505?).
- Die VII getiden op die Passie Ons Heere (ca. 1507). Ex: MPM Antwerpen.
- Die maniere om te leeren cyffren 1508. Ex: KBR Brussel.
- De spieghel der behoudenessen (ca. 1508?). Ex. StB Hamburg.
- Dit es vander siecten der brooscer naturen (ca. 1510?). Ex: KB Den Haag.
- Samenspraeck tusschen meester ende discipel over die sacramenten (ca. 1510?). Ex: KB Den Haag (fragm.).
- Der scaepherders calengier 1511.
- Jan Smeken, Dwonder dat in die stat van Bruesel ghemaect was van claren ijsen en snee (1511). Ex: KB Den Haag.
- Der foertuynen troost (c. 1512?). Ex: LOC Washington.
- Historie ende leven van S. Jan van Beverly (ca. 1512). Ex: UB Gent.
- Tbouck van wondre 1513. Ex: UB Leiden.
- Tbouck van wondre (na 1513).
- Den Bibel in ’t corte 1513. Ex: UB Leiden.
- Die waerachtige const der geometrien 1513 Ex: UB Gent.
- Magninus Mediolanensis, Tregement der ghesontheyt 1514. Ex: KB Den Haag.
- Een notabel boecxken van cokeryen (ca. 1514). Ex. BSB München.
- Olivier de la Marche, Den triumphe ende tpalleersel vanden vrouwen 1514. Ex: KB Den Haag.
- Tscep vol wonders 1514. Ex: KB Den Haag.
- Die cronijcke van Vlaenderen int corte (ca. 1515). Ex: KB Den Haag.
- Quiricus de Augustis, Dlicht der apoteker 1515. Ex: KB Den Haag.
- Den spieghel der duecht 1515. Ex: LOC Washington.
- Jan van den Dale, De uure van der doot (ca. 1516). BSB München.
- Jan Smeken, Gedicht met beschrijving van de feesten ter ere van het Gulden Vlies 1516. Ex: UB Gent UB.
- Jan Smeken, Gedicht met beschrijving van de feesten ter ere van het Gulden Vlies (ca. 1517?). Ex: BSB München (fragm.).
- Den roseghaert vanden bevruchten vrouwen 1516. Ex: UB Gent.
- Een schoone contemplacie opten psalm Misere mei deus (ca. 1516) Ex: London Brit. Libr.
- Dboeck der inghelen 18 november 1517. Ex: UB Leiden.
- Hier. von Brunschwig, Die distellacien ende virtuyten der wateren 1517. Ex: KB Den Haag.
- De loose vossen der werelt 1517.
- Legende van Sinte Alena (ca. 1518?). KBR Brussel.
- Pedro Ximenez de Prexano, Dat licht der kerstene: 1518. Ex: KB Den Haag.
- Boecxken van de ordene van S. Birgitten (ca. 1519?). KB Stockholm.
- Die distilacien ende virtuyten der wateren (ca. 1520).
- Tscep vol wonders (ca. 1520?). Ex: UB Gent.
- Sommeghe foertuigen van Ceurdanck 1 december 1523.

In het Frans:
- N. Ladam, Le joyeux reveil de le election imperialle de Prinsche Charles: (1519). Ex: Gent UB.
- Jean Lemaire de Belges, La concorde du gendre humain: 1508, Ex: Paris Bibl. Nat.
- Th. Murner, Logica memorative: 1509. Ex: Paris Bibl. Nat.

- Biblioteca Nacional de España: XX5494639
- Biografisch Portaal: 77102382
- Digitale Bibliotheek voor de Nederlandse Letteren: noot002
- Gemeinsame Normdatei: 119529327
- International Standard Name Identifier: 0000 0000 5498 7657
- Library of Congress Control Number: no2009014716
- Nederlandse Thesaurus van Auteursnamen: 070127034
- Système universitaire de documentation: 192527428
- Virtual International Authority File: 78907925